# Великая Старица
Великая Старица (укр. Велика Стариця) — село, входит в Бориспольский район Киевской области Украины.
Занимает площадь 2,114 км².

## Население
Население по переписи 2001 года составляло 744 человека.

## Местный совет
Великая Старица входит в состав Сеньковского сельского совета.
Адрес местного совета: 08323, Киевская область, Бориспольский р-н, с. Сеньковка, ул. Ленина, 5.

## История
В 1930 году в селе бывал Исаак Бабель, изучавший на Украине коллективизацию. Впоследствии он изобразил село в рассказах «Гапа Гужва» и «Колывушка», дав ему вымышленное название Великая Криница. Бабель планировал, что эти рассказы войдут в будущую книгу «Великая Крыница», но книга так и не была окончена, а черновики для неё были изъяты при аресте писателя.